# Peperomia novemnervia
Peperomia novemnervia är en pepparväxtart som beskrevs av C. Dc.. Peperomia novemnervia ingår i släktet peperomior, och familjen pepparväxter. Inga underarter finns listade i Catalogue of Life.